# Овер су Монфокон
Овер су Монфокон (фр. Auvers-sous-Montfaucon) је насељено место у Француској у региону Лоара, у департману Сарт.
По подацима из 2011. године у општини је живело 241 становника, а густина насељености је износила 32,18 становника/km².

## Демографија
| 1962. | 1968. | 1975. | 1982. | 1990. | 2011. |
| ----- | ----- | ----- | ----- | ----- | ----- |
| 221   | 193   | 170   | 167   | 182   | 241   |